# Eberhard Friedrich
Eberhard Friedrich (* 1958 in Darmstadt) ist ein deutscher Chorleiter.

## Leben
Friedrich studierte Musik, Dirigieren und Chorleitung unter anderem bei Helmuth Rilling an der Hochschule für Musik und Darstellende Kunst Frankfurt am Main; ab 1986 war er am Theater der Stadt Koblenz und ab 1991 am Hessischen Staatstheater Wiesbaden engagiert.
Von 1998 bis 2013 leitete er den Chor der Staatsoper Unter den Linden in Berlin, danach wechselte er an die Hamburgische Staatsoper.
Während seiner Tätigkeit in Wiesbaden Anfang der 1990er Jahre bemühte er sich um eine Assistenz bei den Bayreuther Festspielen. 1993 wurde er Assistent von Norbert Balatsch und bereits im Jahr darauf stellvertretender Chorleiter, zusammen mit Milan Malý.
Von 2000 bis 2024 leitet Friedrich den Chor der Bayreuther Festspiele; wegen des verdeckten Orchestergrabens im Festspielhaus Bayreuth dirigiert er bei den Aufführungen mit seinen Assistenten von den Bühnenseiten aus mit Taschenlampen. Während dieser Zeit sollen die einzigen ihm zugedachten Buhs des berüchtigt kritischen Publikums auf eine Verwechslung mit dem Regisseur Claus Guth zurückzuführen gewesen sein.
Weiter war er Gastdirigent an der Internationalen Bachakademie Stuttgart und arbeitete mit dem Philharmonischen Chor Prag, dem Chor des Bayerischen Rundfunks, dem NDR Chor und dem RIAS Kammerchor.
Friedrich ist verheiratet und hat zwei Töchter.

## Auszeichnungen
- 2023 Goldener Ehrenring der Stadt Bayreuth
- 2014 International Opera Award: Anniversary Production (Verdi) für die Verdi-Trilogie (La battaglia di Legnano, I due Foscari, I Lombardi, Hamburgische Staatsoper)
- 2014 International Opera Award: bester Chor des Jahres (Bayreuther Festspiele)
- 2003 Grammy Award: beste Opernaufnahme (Tannhäuser, Staatsoper Berlin)